# Анафас Младший
Анафас — предположительный правитель Каппадокии IV века до н. э.
Об Анафасе Младшем известно из труда «Историческая библиотека» Диодора Сицилийского. По словам древнегреческого историка, отец Анафаса носил то же имя и был одним из семи персов, принимавших участие в заговоре против Бардии, за что получил власть над Каппадокией, «причем на условиях, что он не будет платить подати персам». После смерти Анафаса Старшего сын заступил на его место. Хотя С. Ю. Сапрыкин в целом принял версию Диодора Сицилийского о предках правителей Каппадокии, возводившихся к Ахеменидам, но в схеме родословного древа Ариаратидов Анафаса Младшего не указал. По замечанию О. Л. Габелко, является совершенно неясным, каким образом правление Афанаса Младшего могло длиться так долго — более ста лет. По мнению исследователя, Диодор Сицилийский использовал источник, содержащий большие неточности. Габелко отнёсся критически к сведениям из «Исторической библиотеки» о том, что сыновьями Анафаса были Датам и Аримней, первый из которых унаследовал отцу.